# Ferland Mendy
Ferland Sinna Mendy (Meulan-en-Yvelines, 8 de junho de 1995) é um futebolista francês que atua como lateral-esquerdo. Atualmente joga pelo Real Madrid.

## Carreira
Ferland chegou à academia de juniores do Paris Saint-Germain em 2004, onde permaneceu por oito anos. Após uma temporada no FC Mantois 78, ingressou no Le Havre Athletic Club , onde completou sua formação como jogador de futebol.
Na campanha de 2014-15, ele chegou a disputar uma partida da Ligue 2 com o time principal normando, embora não tenha se consolidado até a temporada 2016-17, quando disputou 38 partidas.
Em junho de 2017, ele assinou pelo Olympique de Lyon por cinco milhões de euros.

### Real Madrid
Dois anos depois, em junho de 2019, assinou pelo Real Madrid até 2025 por 48 milhões de euros. Ele fez sua estreia no clube de Madrid em 1º de setembro de 2019, em uma partida da liga contra o Villarreal, que terminou com um empate em 2 a 2.
Mendy disputou 24 partidas do Real Madrid na temporada 2022/23, sendo 22 como titular. Na vitória do Real contra o Atlético de Madrid, pelas quartas de final da Copa do Rei em 26 de janeiro de 2023, ele sofreu uma lesão muscular na perna esquerda que tirou-o da Copa do Mundo de Clubes.

## Títulos
Real Madrid
- Supercopa da Espanha: 2019–20, 2021–22, 2023–24
- Campeonato Espanhol: 2019–20, 2021–22, 2023–24
- Liga dos Campeões da UEFA: 2021–22, 2023–24
- Supercopa da UEFA: 2022, 2024
- Copa do Rei: 2022–23

### Prêmios individuais
- Equipe do Ano da Ligue 2: 2016–17
- Equipe do Ano da Ligue 1: 2017–18, 2018–19